# Noturus
Noturus (Rafinesque, 1818) è un genere di pesci ossei d'acqua dolce appartenenti alla famiglia Ictaluridae.

## Distribuzione e habitat
Il genere è endemico della parte orientale e centrale degli USA e delle zone confinanti del Canada.. Gran parte delle specie hanno areale ristretto e pare che numerose di esse non siano ancora descritte.
Vivono in genere in piccoli corsi d'acqua con acque abbastanza correnti, differentemente dagli altri Ictaluridae.

## Descrizione
Sono piccoli pesci che di solito non raggiungono i 15 cm con l'eccezione di N. flavus che può raggiungere i 31.

## Tassonomia
Il genere comprende 29 specie:
- Noturus albater
- Noturus baileyi
- Noturus crypticus
- Noturus elegans
- Noturus eleutherus
- Noturus exilis
- Noturus fasciatus
- Noturus flavater
- Noturus flavipinnis
- Noturus flavus
- Noturus funebris
- Noturus furiosus
- Noturus gilberti
- Noturus gladiator
- Noturus gyrinus
- Noturus hildebrandi
- Noturus insignis
- Noturus lachneri
- Noturus leptacanthus
- Noturus maydeni
- Noturus miurus
- Noturus munitus
- Noturus nocturnus
- Noturus phaeus
- Noturus placidus
- Noturus stanauli
- Noturus stigmosus
- Noturus taylori
- Noturus trautmani